# Torrent dels Vilassos
El Torrent dels Vilassos és un torrent a cavall dels termes municipals d'Aguilar de Segarra i de Castellfollit del Boix, al Bages, entre els quals fa de termenal bona part del seu curs.
Neix en el vessant occidental de la Serra del Colomer, des d'on davalla cap al nord-oest, ressegueix l'Obaga de Bacardit pel nord i per sota, passa per sota i al sud del Solell dels Vilassos, on hi ha les ruïnes de la masia dels Vilassos, i a migdia de les Trioles s'uneix a la Riera de Grevalosa.